# Viva Communications
Viva Communications, Inc., также известный как Viva Entertainment, Inc. или просто Viva — филиппинская компания средств массовой информации и развлечений со штаб-квартирой в Пасиге. Компания была основана в 1981 году Виком дель Росарио-младшим.

## История
Viva Communications была основана 11 ноября 1981 года Виком дель Росарио-младшим и первоначально была зарегистрирована как Viva Films, киностудия, расположенная в Нью-Маниле, Кесон-Сити, для производства фильмов. С годами компания выделила другие компании, не связанные с фильмами, в том числе Viva Music Group, Studio Viva, Viva Artists Agency, Viva Publishing Group и Viva International Food and Restaurants.

## Дочерние компании
- Studio Viva
- Ultimate Entertainment
  - Halo-Halo Radio
- Viva Films
- Viva International Food and Restaurants, Inc.
  - Botejyu[4]
  - Paper Moon Cake Boutique
  - Pepi Cubano
  - Yogorino
  - Wing Zone
- Viva International Pictures
- Viva Music Group, Inc.
  - Viva Records
  - Vicor Music
  - Ivory Music and Video
- Viva Publishing Group, Inc.
  - Viva PSICOM Publishing Corporation
  - Viva Starmometer Publishing Corporation
  - VRJ Books Publishing
- Viva Video, Inc.

## Подразделения
- Viva Artists Agency[5]
- Viva Cable TV
  - Pinoy Box Office
  - Viva Cinema
  - Sari-Sari Channel (в совместной собственности с TV5)
  - Celestial Movies Pinoy (в совместной собственности с Celestial Tiger Entertainment)
  - Tagalized Movie Channel (в совместной собственности с MVP Entertainment)
  - Viva TV
- Viva Digital
  - Oomph TV
  - Vivamax[6]
  - Viva One[7]
- Viva Interactive
- Viva Live
- Viva Sports